# Chris Heintz
Pour les articles homonymes, voir Heintz.
Christopher John Heintz (né le 6 août 1974 à Syosset, New York ) est un ancien receveur de la Ligue majeure de baseball de la Major League Baseball, la plus importante division de Baseball aux États-Unis. Il a joué avec les Twins du Minnesota de 2005 à 2007 en MLB. Il est actuellement entraîneur des frappeurs des GCL Philadelphia Phillies. Il est le frère du golfeur du PGA Tour Bob Heintz.

## Biographie
Né à Syosset dans l'État de New York, Chris Heintz est le frère cadet de Bob Heintz qui deviendra un golfeur réputé. Ses parents sont dans le milieu scolaire et son père enseignait et entraînait aussi. Ses parents déménagent à Clearwater alors qu'il est enfant. Chris Heintz effectue sa scolarité à la Countryside High School de Clearwater (Floride) puis  à l'université du Sud de la Floride, à Tampa.

### Carrière universitaire
C'est à l'université du Sud de la Floride, qu'il commence à se distinguer au baseball. Il y a joué pour les Bulls de South Florida. Alors qu'il jouait avec les South Florida, il a été nommé dans l'équipe type du tournoi de baseball de la Conference USA de 1996, dans lequel la South Florida a terminé deuxième. Il est membre de l'USF Athletic Hall of Fame .

### Carrière en Ligue mineure
Heintz a été repêché par les White Sox de Chicago comme receveur au 19e tour du repêchage de la Ligue majeure de baseball de 1996. Après six saisons dans leur système de formation, les ChiSox libèrent Heintz. Il avait disputé 5 matchs avec les Charlotte Knights (Triple A) en 2001. Il signe alors avec les Cardinals de St. Louis en 2002, et passe la saison avec leur filiale de la Ligue de l'Est double A, les Ravens de New Haven. À la fin de la saison, il est devenu un agent libre selon la règle 55, et signe avec les Pirates de Pittsburgh, et passe 2003 avec l'Altoona Curve, également dans la Ligue de l'Est.

### Débuts en MLB
Il signe avec les Twins du Minnesota la saison suivante et passe 2004 et 2005 avec leur filiale triple A, les Rochester Red Wings. Sa moyenne de frappe est de .304, ses huit circuits et ses 58 points produits en 2005 étaient assez bons pour une convocation en septembre. Il fait alors ses  débuts avec les Minnesota Twins en MLB, la ligue majeure du baseball le 10 septembre 2005, remplaçant Mike Redmond dans la huitième manche d'une défaite 7 à 5 contre les Indians de Cleveland à Jacobs Field.
Heintz passe les deux saisons suivantes avec Rochester à faire des apparitions occasionnelles avec la formation des ligues majeures. Les Twins libèrent Heintz après la saison 2007. Il avait alors disputé 34 matchs de MLB avec les Twins. Il signe alors avec les Orioles de Baltimore pour la saison 2008. Après une saison avec leur filiale triple A, les Norfolk Tides, Heintz prend sa retraite. En 199,1 manches de ligue majeure attrapées, Heintz avait un pourcentage défensif de 1 000.

### Entraîneur
Au cours de la saison 2009, Heintz a commencé à entraîner les Beloit Snappers  équipe affiliée de la Midwest League des Twins du Minnesota. Le 20 octobre 2009, il remplace Jake Mauer comme manager des Gulf Coast League Twins. Il dirigera également l'entraînement supplémentaire de printemps Minnesota Twins.
Au début de la saison 2010, l'équipe de baseball des South Florida Bulls recrute Chris Heintz comme entraîneur adjoint.
Quelques années plus tard, Chris Heintz est nommé au poste d'entraîneur des frappeurs des GCL Phillies pour la saison 2018.